# 平林敏彦
平林 敏彦（ひらばやし としひこ、1924年8月3日 - 2025年4月6日）は、日本の詩人。草鹿宏の名で作家としても活動。

## 生涯
横浜市生まれ。横浜市立商業学校卒業。戦中に詩作をはじめ「四季」などに発表。戦後、第一次「ユリイカ」創刊と同時に編集に携わる。1993年、詩集『磔刑の夏』で富田砕花賞、2005年、『舟歌』で現代詩人賞、2009年、『戦中戦後 詩的時代の証言』で桑原武夫学芸賞受賞。2012年、第18回横浜文学賞受賞。2015年、『ツィゴイネルワイゼンの水邊』で小野十三郎賞受賞。
草鹿宏名義ではジュニア向けノンフィクション、漫画のノヴェライゼーションなどを書き、『翔べイカロスの翼』や『神様なぜ愛にも国境があるの』は映画化もされ話題になった。
2025年4月6日、老衰のため死去。100歳没。

## 平林敏彦名義
- 廃墟 平林敏彦詩集 ユリイカ 1951
- 種子と破片 詩集 ユリイカ 1954
- 水辺の光　一九八七年冬 火の鳥社 1988
- 磔刑の夏 1993 思潮社 1993
- Luna[2] 自乗の月 ぽえむはうす青猫座 1995
- 変革の時代と宗教（編）第三文明社 1996
- 平林敏彦詩集 思潮社 1996（現代詩文庫）
- 月あかりの村で 詩集 青猫座 1998
- 舟歌 思潮社 2004
- 戦中戦後 詩的時代の証言 1935-1955 思潮社 2009
- ツィゴイネルワイゼンの水邊 思潮社 2014

## 草鹿宏名義
- オードリー・ヘプバーン物語 白鳥よ!永遠に気高く 集英社 1972 のち文庫
- 天使と悪魔のメルヘン カトリーヌ・ドヌーブ物語 集英社 1973
- 哀しき魂の肖像 マリリン・モンロー物語 集英社 1974
- 愛と死と反逆と ジェームズ・ディーン物語 集英社文庫コバルト 1977
- 永遠のスカーレット・オハラ ヴィヴィアン・リー物語 集英社文庫コバルト 1977
- 遠い星からの手紙 岡島重俊17歳の遺稿ノート（編著）集英社 1978 のち文庫
- 恋と野望の魔術師 アラン・ドロン物語 集英社文庫コバルト 1978
- 神様なぜ愛にも国境があるの 集英社 1978 のち文庫
- 翔べイカロスの翼 青春のロマンをピエロに賭けた若者の愛と死 一光社 1978 のち集英社文庫
- ベルサイユのばら（池田理代子原作） 集英社文庫コバルト 1979
- マリーの性 スウェーデン女子中学生の体験ノート 集英社 1979 のち文庫
- 勇者に翼ありて アメリカン・フットボールの名QB猿木唯資・車椅子の青春 一光社 1980　のち集英社文庫コバルト
- ぼくのピエロ 翔べイカロスの翼 リブロポート 1980（リブロの絵本）
- ムサシ、世界へ翔ぶ集英社 1981　「ムサシ17歳世界へ翔ぶ」文庫
- オルフェウスの窓 1-3 池田理代子原作 上条由紀共著 集英社文庫コバルト 1983
- 菩提樹の丘 集英社 1984
- アツコが翔んだ碧い空 障害者の自立運動と「車椅子」同士の国際結婚 一光社 1986
- 家族の物語 潮出版社 1997
- 母への賛歌（家族の物語 2） 潮出版社 1998

## 翻訳・草鹿
- 私は13歳 なぜママになってはいけないの? ジョン・ローリングス・ジェーン・ランバート 集英社 1977
- 続私は13歳 幼な妻の幸せを抱きしめて ジョン&ジェーン・ローリングス 集英社 1978
- ドン・キホーテ セルバンテス 集英社 1982